# GS9
GS9 – kolektyw hip hopowy z siedzibą w Nowym Jorku. Jego obecni członkowie to Bobby Shmurda, Rowdy Rebel, Fetty Luciano i Corey Finesse.

## Tło
Rowdy Rebel dorastał w dzielnicy znanej jako „lata 90.” w dzielnicy East Flatbush na Brooklynie. Ludzie z jego sąsiedztwa określali go jako „awanturnika” jako dziecko, co jest genezą jego pseudonimu. Wielu członków GS9 (w tym Shmurda) pochodzi z tego samego regionu East Flatbush. Pochodzi z Jamajki i Barbadosu.
Znaczna część muzyki Rowdy Rebel'a zawiera odniesienia do bloku, w którym dorastał. Rowdy zauważył, że on i inni członkowie GS9 rozmawiają o przyjaciołach z sąsiedztwa „aby zachować ich nazwiska przy życiu”. Pomimo faktu, że tylko on i Bobby Shmurda podpisali kontrakt z Epic Records, jednym z ich głównych celów jest pomoc innym członkom GS9.
Bobby Shmurda popadł w konflikt z prawem, mieszkając na Brooklynie, spędził piętnaście miesięcy w areszcie za naruszenie warunków zawieszenia, był także aresztowany pod zarzutem posiadania broni, ale zarzut wycofano.
3 czerwca 2014 r. Shmurda został aresztowany pod zarzutem nielegalnego posiadania broni. Został zwolniony za kaucją w wysokości 10 000 $.
W dniu 17 grudnia 2014 r. policja zatrzymała Shmurdę i 14 innych osób, w tym jego brata Javase'a i Rowdy Rebela. Shmurdzie zarzucono zmowę przestępczą, narażenie na niebezpieczeństwo utraty życia albo ciężkiego uszczerbku na zdrowiu poprzez zaniedbanie, nielegalne posiadanie broni i nielegalne posiadanie akcesoriów narkotykowych. Rowdy Rebelowi postawiono te same zarzuty (z wyjątkiem posiadania akcesoriów narkotykowych), rozszerzając je o usiłowanie napadu i usiłowanie zabójstwa. Dochodzenie ujawniło także, że GS9 jest gangiem ulicznym, którego członkowie dopuszczali się zabójstw, napadów, nielegalnego posiadania broni, posiadania i sprzedaży narkotyków oraz innych przestępstw.
Shmurda nie przyznał się do winy, został aresztowany z kaucją wynoszącą 2 miliony dolarów.

## Wytwórnia muzyczna
GS9 wydaje również muzykę w ramach GS9 Records. Wytwórnia jest niezależna i została założona w 2012 roku, jednak odkąd Shmurda i Rowdy Rebel podpisali kontrakt z Epic Records w 2014 roku, od tego czasu jest dystrybuowana przez Epic.

## Dyskografia

### Mixtape'y
| Tytuł           | Informacje                                                                               |
| --------------- | ---------------------------------------------------------------------------------------- |
| Shmoney Shmurda | - Wydany: 8 lipca 2014 - Wytwórnia: GS9 - Format: Digital download                       |
| Shmurdaville    | - Wydany: 14 października 2014 - Wytwórnia: GS9, Shmurdaville - Format: Digital download |